# 김창겸
김창겸(1956년 11월 11일생)은 축구 감독으로 울산 현대미포조선 돌고래의 마지막 감독이다.

## 축구인 생활
1980년 명지대학교를 졸업하고 한국외환은행 축구단에 입단하였고, 이후 육군 축구단에서 군복무를 해결한 뒤 선수 생활을 일찌감치 끝냈다.
은퇴 후 1983년부터 1986년까지 수원공업고등학교의 감독과 교사직을 병행하였다. 2003년 내셔널리그 수원 FC(구 수원시청 축구단)의 초대 감독으로 임명되어 2011년까지 역임하였다. 수원 FC 감독 역임시, 내셔널리그 1회 우승, 경기도체육대회 7회 우승, 대통령배 전국축구대회 2회 우승, 내셔널축구선수권대회 3회 우승. 등을 이루어냈다. 2010년에는 내셔널리그 어워즈 지도자상을 수상하였다.
2013년 서울 유나이티드 FC의 감독으로 영입되었다가, 시즌 후 조민국 감독의 후임으로 울산 현대미포조선 돌고래의 감독으로 선임되어 선수단이 안산 시민축구단에 흡수되는 형태로 현대미포조선이 해체되는 2016 시즌까지 팀을 이끌었으며, 재임 3년동안 팀의 리그 3연패을 이끌었다.

## 수상

### 감독
수원시청
- 내셔널리그 : 우승 1회 (2010)

 울산 현대미포조선
- 내셔널리그 : 우승 3회 (2014, 2015, 2016)